# Altagène
Altagène (en corso Altaghjè) es una comuna francesa del departamento de Córcega del Sur, en la colectividad territorial de Córcega.

## Demografía
| abs. | 138 | 203 | 224 | 251 | 279 | 369 | 357 | 276 | 280 | 277 | 253 | 261 | 250 | 252 | 229 | 246 | 319 | 331 | 281 | 323 | 300 | 300 | 327 | 95 | 106 | 80 | 63 | 56 | 45 | 30 | 41 | 50 | 43 |
| Para los censos de 1962 a 1999 la población legal corresponde a la población sin duplicidades (Fuente: INSEE [Consultar]) |     |     |     |     |     |     |     |     |     |     |     |     |     |     |     |     |     |     |     |     |     |     |     |    |     |    |    |    |    |    |    |    |    |